# 阿尔塔 (巴利阿里群岛)
阿尔塔（西班牙語：Artá）是西班牙巴利阿里群岛的一个市镇。总面积140平方公里，总人口6176人（2001年），人口密度44人/平方公里。